# Campeonato Mundial de Atletismo em Pista Coberta de 2018 - 1500 m masculino
A prova dos 1500 metros masculino do Campeonato Mundial de Atletismo em Pista Coberta de 2018 ocorreu entre os dias 3 e 4 de março na Arena Birmingham, em Birmingham, no Reino Unido.  

## Recordes
Antes desta competição, os recordes mundiais e do campeonato nesta prova eram os seguintes:
|                       | Nome               | Nacionalidade | Tempo     | Local     | Data                   |
| --------------------- | ------------------ | ------------- | --------- | --------- | ---------------------- |
| Recorde mundial       | Hicham El Guerrouj | Marrocos      | 3m 31s 18 | Estugarda | 2 de fevereiro de 1997 |
| Recorde do campeonato | Haile Gebrselassie | Etiópia       | 3m 33s 77 | Maebashi  | 7 de março de 1999     |

## Medalhistas
| Ouro                | Prata                    | Bronze                  |
| Samuel Tefera (ETH) | Marcin Lewandowski (POL) | Abdelaati Iguider (MAR) |

## Cronograma
Todos os horários são locais (UTC+0).
| Data       | Hora  | Evento  |
| ---------- | ----- | ------- |
| 3 de março | 11:10 | Bateria |
| 4 de março | 16:12 | Final   |

## Resultados

### Bateria
Qualificação: 2 atletas de cada bateria  (Q) mais os 3 melhores qualificados (q).  
| Posição | Bateria | Atleta                 | Nacionalidade      | Tempo   | Notas            |
| ------- | ------- | ---------------------- | ------------------ | ------- | ---------------- |
| 1       | 1       | Abdelaati Iguider      | Marrocos           | 3:40.13 | Q                |
| 2       | 1       | Aman Wote              | Etiópia            | 3:40.20 | Q                |
| 3       | 1       | Ben Blankenship        | Estados Unidos     | 3:40.23 | q                |
| 4       | 1       | Marcin Lewandowski     | Polónia            | 3:40.78 | q                |
| 5       | 1       | Chris O'Hare           | Grã-Bretanha       | 3:42.46 | q                |
| 6       | 2       | Samuel Tefera          | Etiópia            | 3:44.00 | Q                |
| 7       | 2       | Vincent Kibet          | Quênia             | 3:44.26 | Q                |
| 8       | 2       | Ryan Gregson           | Austrália          | 3:44.44 |                  |
| 9       | 2       | Marc Alcalá            | Espanha            | 3:45.49 |                  |
| 10      | 2       | Jakub Holuša           | Chéquia            | 3:45.84 |                  |
| 11      | 2       | Kalle Berglund         | Suécia             | 3:46.61 |                  |
| 12      | 3       | Jake Wightman          | Grã-Bretanha       | 3:47.23 | Q                |
| 13      | 3       | Craig Engels           | Estados Unidos     | 3:47.55 | Q                |
| 14      | 3       | Brahim Kaazouzi        | Marrocos           | 3:47.65 |                  |
| 15      | 2       | Musa Hajdari           | Kosovo             | 3:47.68 | Recorde nacional |
| 16      | 2       | Harvey Dixon           | Gibraltar          | 3:49.89 | Recorde nacional |
| 17      | 1       | Dario Ivanovski        | Macedônia do Norte | 3:51.83 | Recorde pessoal  |
| 18      | 1       | Dey Tuach Dey          | Sudão do Sul       | 3:56.10 | Recorde nacional |
| 19      | 3       | Mikhail Soloshenko     | Quirguistão        | 4:05.52 |                  |
|         | 1       | Mohamed Ismail Mohamed | Somália            | DNF     |                  |
|         | 3       | Benjamín Enzema        | Guiné Equatorial   | DSQ     |                  |
|         | 3       | Oddom Sat              | Camboja            | DSQ     |                  |
|         | 3       | Ayanleh Souleiman      | Djibuti            | DNS     |                  |
|         | 3       | Sadik Mikhou           | Bahrein            | DNS     |                  |

### Final

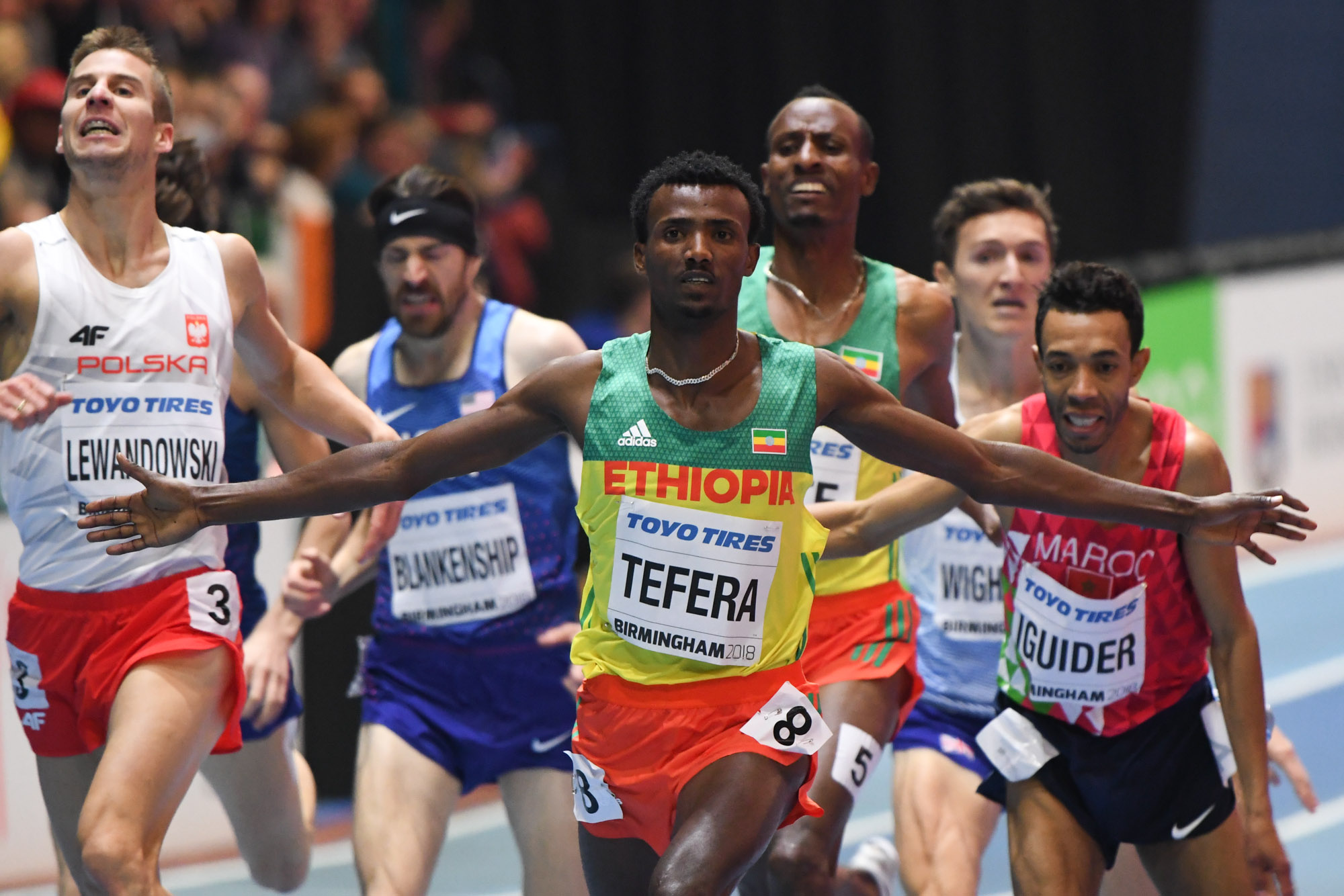
A final da corrida

A final ocorreu dia 4 de março às 16:12 
| Posição           | Atleta             | Nacionalidade  | Tempo   | Notas |
| ----------------- | ------------------ | -------------- | ------- | ----- |
| Medalha de ouro   | Samuel Tefera      | Etiópia        | 3:58.19 |       |
| Medalha de prata  | Marcin Lewandowski | Polónia        | 3:58.39 |       |
| Medalha de bronze | Abdelaati Iguider  | Marrocos       | 3:58.43 |       |
| 4                 | Aman Wote          | Etiópia        | 3:58.64 |       |
| 5                 | Ben Blankenship    | Estados Unidos | 3:58.89 |       |
| 6                 | Jake Wightman      | Grã-Bretanha   | 3:58.91 |       |
| 7                 | Craig Engels       | Estados Unidos | 3:58.92 |       |
| 8                 | Chris O'Hare       | Grã-Bretanha   | 4:00.65 |       |
| 9                 | Vincent Kibet      | Quênia         | 4:02.32 |       |

Legenda
| Recorde mundial       | Recorde mundial (World record)               |                       | Recorde africano                      | Recorde africano (African) |                                           | Q | Classificado por posição (Qualified) |
| Recorde do campeonato | Recorde do campeonato (Championship record)  | Recorde da América    | Recorde da América (Americas)         | q                          | Classificado por melhor tempo (Qualified) |   |                                      |
| Melhor marca do ano   | Melhor marca do ano (World leading)          | Recorde asiático      | Recorde asiático (Asian)              | DNS                        | Não largou (Did not start)                |   |                                      |
| Recorde nacional      | Recorde nacional (National record)           | Recorde europeu       | Recorde europeu (European)            | DNF                        | Não terminou (Did not finish)             |   |                                      |
| Recorde pessoal       | Recorde pessoal do atleta (Personal best)    | Recorde da Oceania    | Recorde da Oceania (Oceania)          | DSQ / DQ                   | Desclassificado (Disqualified)            |   |                                      |
| Recorde da temporada  | Recorde da temporada do atleta (Season best) | Recorde sul-americano | Recorde sul-americano (South America) | NM                         | Sem marca (No mark)                       |   |                                      |